# Sudersandsbiografen
Sudersandsbiografen är en biograf vid Sudersand på Fårö.

## Historia
Biografen startades 1953 av snickaren Artur Norman som inredde den i en byggnad som tidigare fungerat som hölada. Biografen har förutom Norman själv haft flera ägare genom åren. 1978 tog fotografen och Ingmar Bergmans medarbetare Arne Carlsson över driften. Senare biografägare har varit Gunnar Siltberg (1986-1998) och biografkedjan Eurostar (1999-2008). Efter att den legat i dvala i två år startade Ulf Slotte och Sofia Mattsson åter igång biografen med nypremiär 25 juni 2011.. Biografverksamheten sköttes 2011-2012 genom Slottes enskilda firma Fårö Biograftekniska.
Sedan 2014 drivs verksamheten av Sudersandsbiografen ekonomisk förening med visningar sommartid cirka sex till sju veckor juni till augusti samt enstaka visningar under det årligen återkommande kulturevenemanget Fårönatta i september.

## Sudersandsbiografen och Bergmanveckan

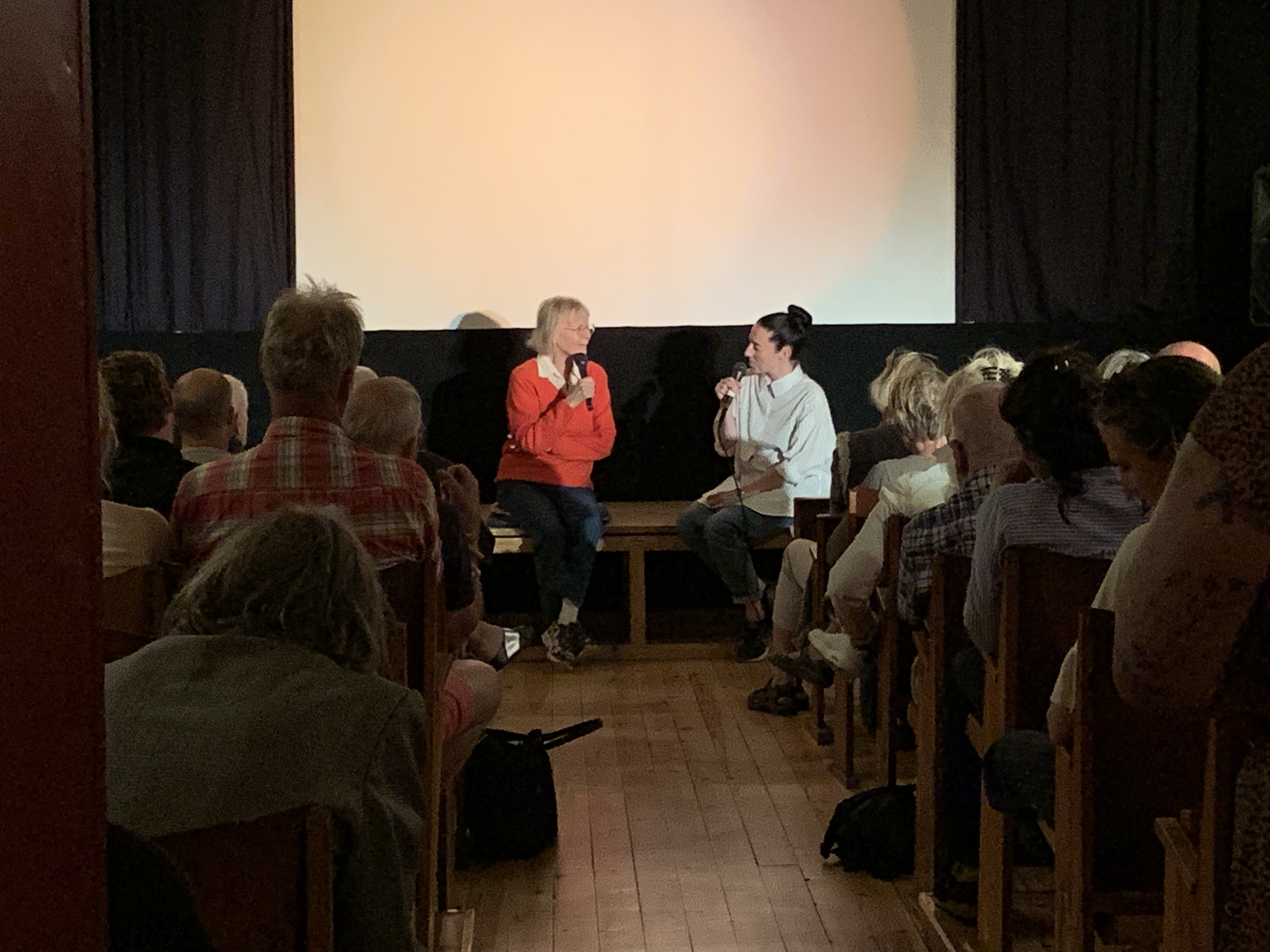
Harriet Andersson på Sudersandsbiografen under Bergmanveckan 2019

Sudersandsbiografen har fungerat som visningsplats under Bergmanveckan sedan den startade 2004. Många av festivalens gäster har introducerat visningar eller deltagit i samtal på biografen. Ett urval:
- Ang Lee introducerade visningen av Smultronstället den 2 juli 2006.[6][7]
- Harriet Andersson, ofta återkommande gäst på Bergmanveckan, introducerade visningen av Såsom i en spegel den 29 juni 2006,[7] Gycklarnas afton den 26 juni 2013[8] och den 27 juni 2019. När Såsom i en spegel visades den 28 juni 2013, livekommenterade hon filmen inför publik.[9]
- Bibi Andersson introducerade visningen av Persona den 26 juni 2007.[10]
- Wim Wenders introducerade visningen av Det sjunde inseglet den 26 juni 2009.[11]
- Gösta Ekman hade ett samtal med publiken om sin relation till Ingmar Bergman den 3 juli 2010.[12][13]
- Andrej Zvjagintsev hade ett samtal med publiken om hur han tagit intryck av Ingmar Bergman i sitt filmskapande den 3 juli 2011.[14]
- Alice Rohrwacher introducerade visningen av sin film Corpo celeste den 1 juli 2012.[15]
- Noah Baumbach introducerade visningen av En passion 29 juni 2013.[9]
- Andrew Haigh höll en masterclass efter visningen av sin film 45 år den 26 juni 2015.[16]
- Willem Dafoe höll en masterclass på Talangdagarna under Bergmanveckan den 30 juni 2016.[17]
- Levan Akin höll ett samtal med publiken efter sverigepremiären av hans film And Then We Danced den 26 juni 2019.[18]